# 方思潤
方思潤（15世紀—16世紀），字廷膏，南直隸徽州府歙縣人，明朝政治人物。

## 生平
方思潤是成化二十二年（1486年）丙午科應天鄉試舉人，授桂陽州知州，當地文學荒蕪，他量度形勢遷建學宮作育子弟，陞臨江同知，正值盜賊橫行，他選擇壯丁、儲備糧食、完善城垣、修築高臺，流寇不敢進犯，又曾懲治當地豪猾，將寧王朱宸濠所奪湖田歸還民間，辭官回鄉時朱宸濠派人埋伏在船隻附近打算暗殺他，他卻在都中舉行送行宴後走捷徑回鄉，暗殺者發覺後破壞船隻離去。

## 引用
1. 1 2  民國《歙縣志·卷六·人物志》：方思潤，字廷膏，登鄉薦授桂陽州守，其治甲第稀絕，文學荒蕪，思潤相度遷學作興子弟，遷倅臨江，盜賊所在嘯聚，思潤簡民壯、足芻糗、葺城垣、修樓櫓，寇不敢犯，嘗治豪猾，奪宸濠湖田還民間，比解政歸，宸濠使人伺於舟次殺之，思潤日飲餞都中，間道而返，伺者久乃覺碎舟以去。
2. ↑  民國《歙縣志·卷四·選舉志》：科目……明……（成化）二十二年丙午鄉試……方思潤 字廷膏，見宦蹟